# Ледовый язык

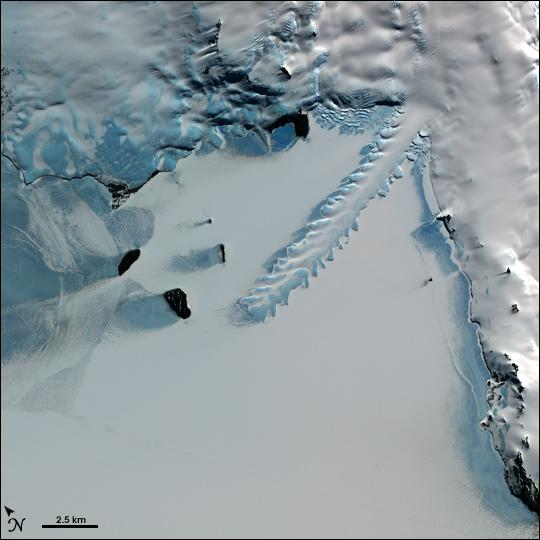
Ледяной язык Эребус длиной 11-12 км спускается с острова Росса в пролив Мак-Мердо (2001)

Откалывание части языка ледника Мерца (2010)

Ледовый язык — длинный и узкий пласт льда, спускающийся с суши в водоём. Обычно это продолжение быстрого долинного ледника или ледового потока.
Ледовые языки встречаются по берегам как морей, так и озёр. Их площадь лежит в пределах 10—800 км2, а толщина по краям достигает 400—600 м.
От ледовых языков регулярно откалываются фрагменты. Так, в 2006 году от языка Дригальского из-за столкновения с айсбергом отделился кусок размером 13×11 км, а в 2010 году удар айсберга отколол около половины языка ледника Мерца (78×39 км).

## Региональные особенности
В Антарктике некоторые ледовые языки выступают далеко в открытый океан. Примеры таких языков — ледовый язык Эребус (длиной 11-12 км), ледовый язык Дригальского (80 км), язык ледника Мерца (свыше 160 км до 2010 года). Поток льда в последнем составляет 10-12 млрд тонн в год. В заливе Прюдс есть 6-километровый ледовый язык Флэтнес, который питается стекающей с суши жидкой водой, а не льдом.
В Арктике ледовые языки часто ограничены фьордами. С Гренландского ледяного щита стекают около 15 быстрых ледников, прорезающих на своём пути глубокие долины; стекая в океан, они формируют во фьордах ледовые языки. Часто их длина меньше 10 километров, но иногда достигает нескольких десятков километров. Крупнейший из них — Niohalvfjerdsfjorden Gletscher с плавающим языком длиной 60 км.